# Palazzo di Città (Cagliari)
Il palazzo di Città è uno storico edificio di Cagliari, sede municipale della città dal medioevo fino ai primi anni del XX secolo. Si trova in piazza Palazzo, nel quartiere Castello. Il palazzo ospita la mostra, in esposizione permanente, del Fondo Etnografico Manconi Passino, del Fondo Ceramico della Collezione Ingrao e del Fondo d'Arte Sacra della Collezione Ingrao; è inoltre sede di rappresentanza del sindaco di Cagliari.

## Storia
Le origini del palazzo risalgono al XIV secolo; nel 1331 infatti le autorità aragonesi concessero l'area dove sorgeva la lotgiam regalem (eretta forse durante la dominazione pisana) ai consiglieri della città, affinché vi edificassero un palazzo per tenervi le loro sedute. L'aspetto attuale dell'ex municipio si deve però alle ristrutturazioni settecentesche, che lo trasformarono secondo il gusto del barocchetto piemontese.
Dopo il trasferimento della sede municipale nel nuovo palazzo Civico, il palazzo di Castello ospitò per diversi anni il Conservatorio di musica Giovanni Pierluigi da Palestrina, trasferito nel 1970 nella nuova e attuale sede di via Bacaredda. In seguito il palazzo venne abbandonato. 

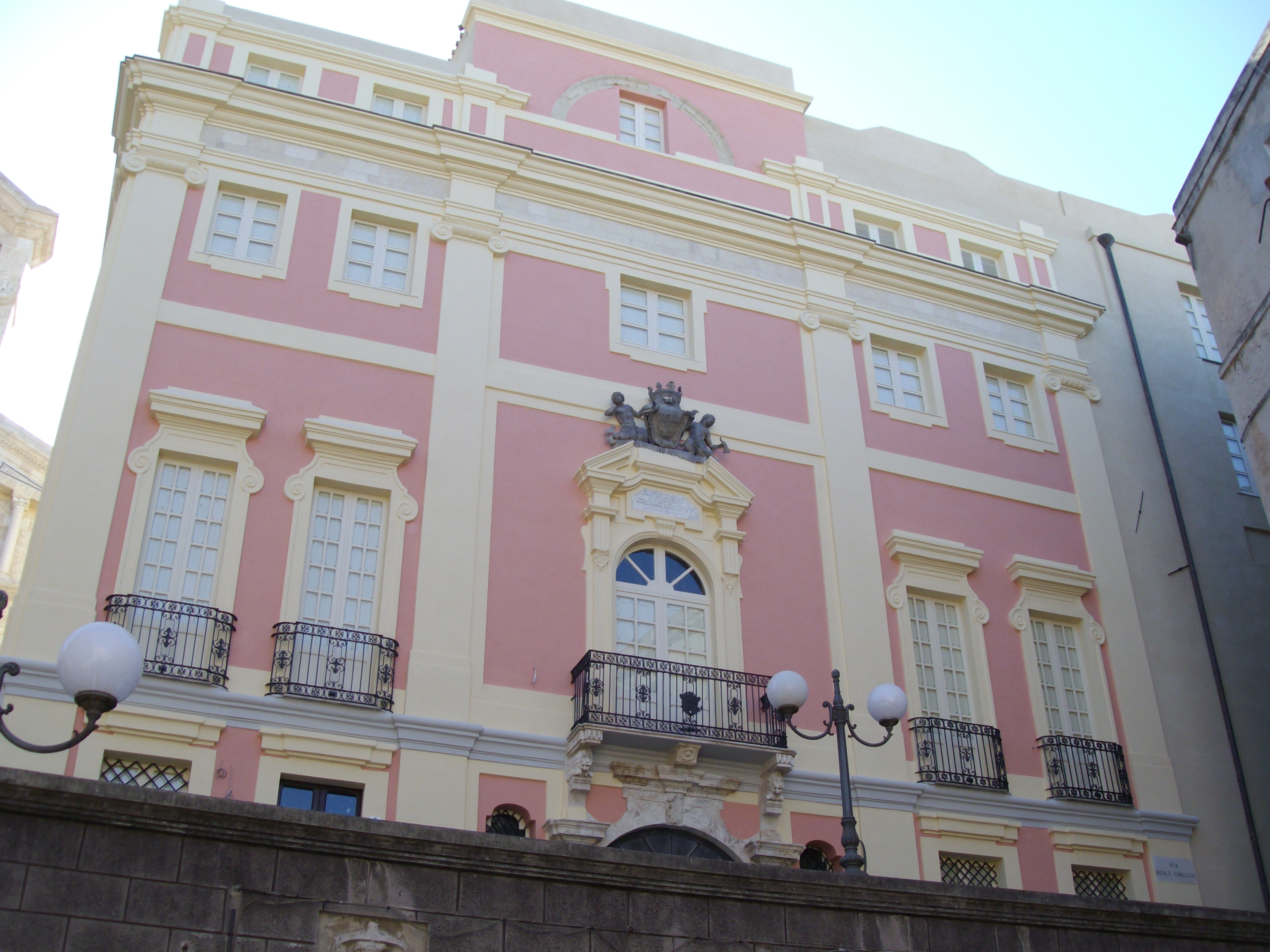
Prospetto su via Canelles, visto da piazza Carlo Alberto

Dopo un lungo periodo di chiusura e restauri, il palazzo è stato riaperto e inaugurato dal sindaco Emilio Floris il 4 febbraio 2009.

## Descrizione
L'edificio presenta due prospetti. Nella facciata principale, sulla piazza Palazzo, si apre un elegante portale, sormontato dalla lastra marmorea cinquecentesca, recante l'iscrizione che ricorda la visita a Cagliari dell'imperatore Carlo V e, sopra, lo stemma della città. Il prospetto laterale, affacciato sulla via Canelles e sulla sottostante piazza Carlo Alberto, presenta il finestrone centrale timpanato e sovrastato dallo stemma della città di Cagliari. Entrambi i prospetti sono scanditi da lesene, cornici e diverse finestre. Le sale interne del palazzo ospitarono le opere che ora sono custodite nel nuovo municipio, tra cui si ricordano le varie tele del Marghinotti e il prezioso Retablo dei Consiglieri di Pietro Cavaro.

### Esterno

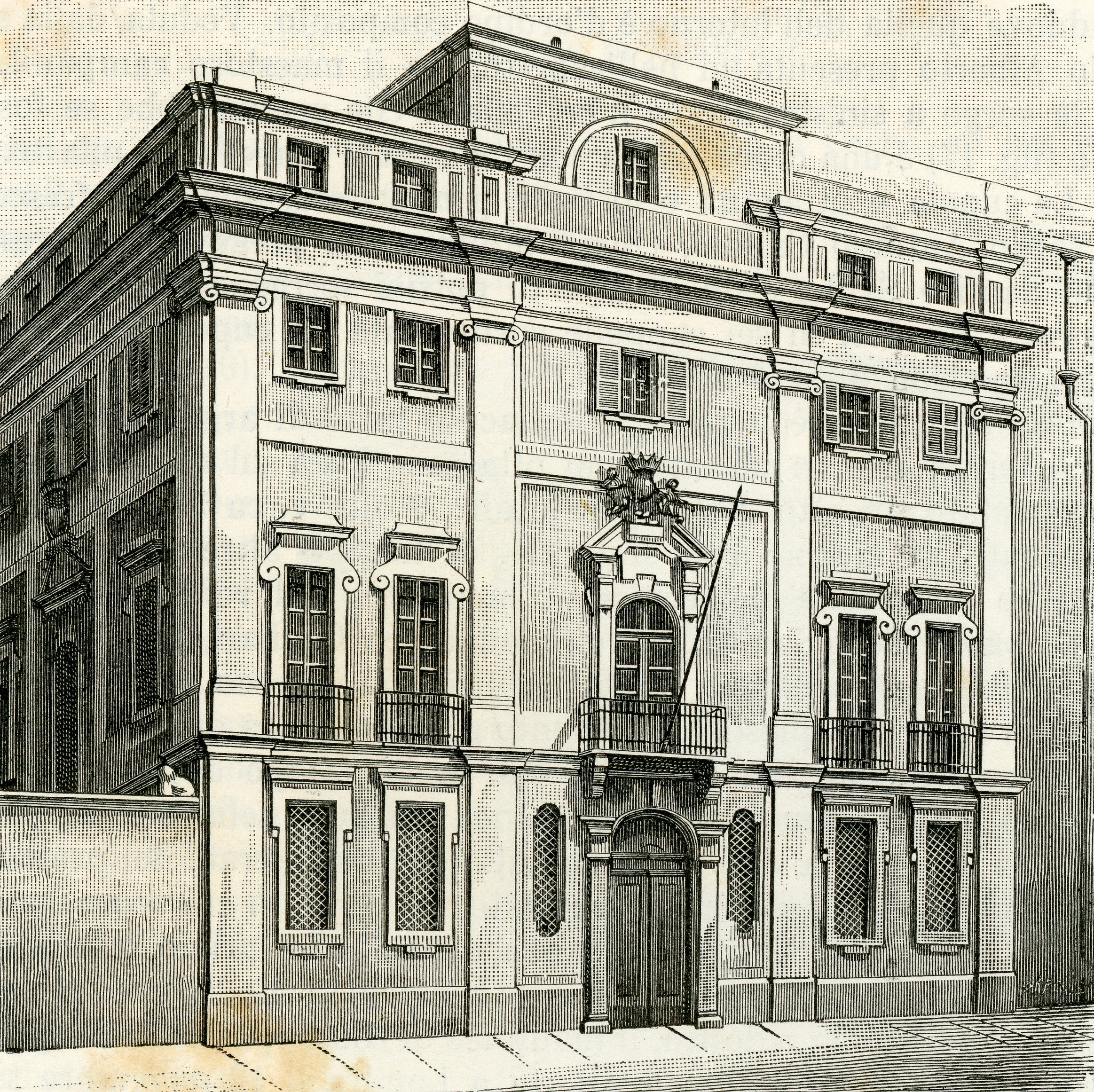
Ex Palazzo di Città, (xilografia di Barberis 1895).

#### Iscrizioni

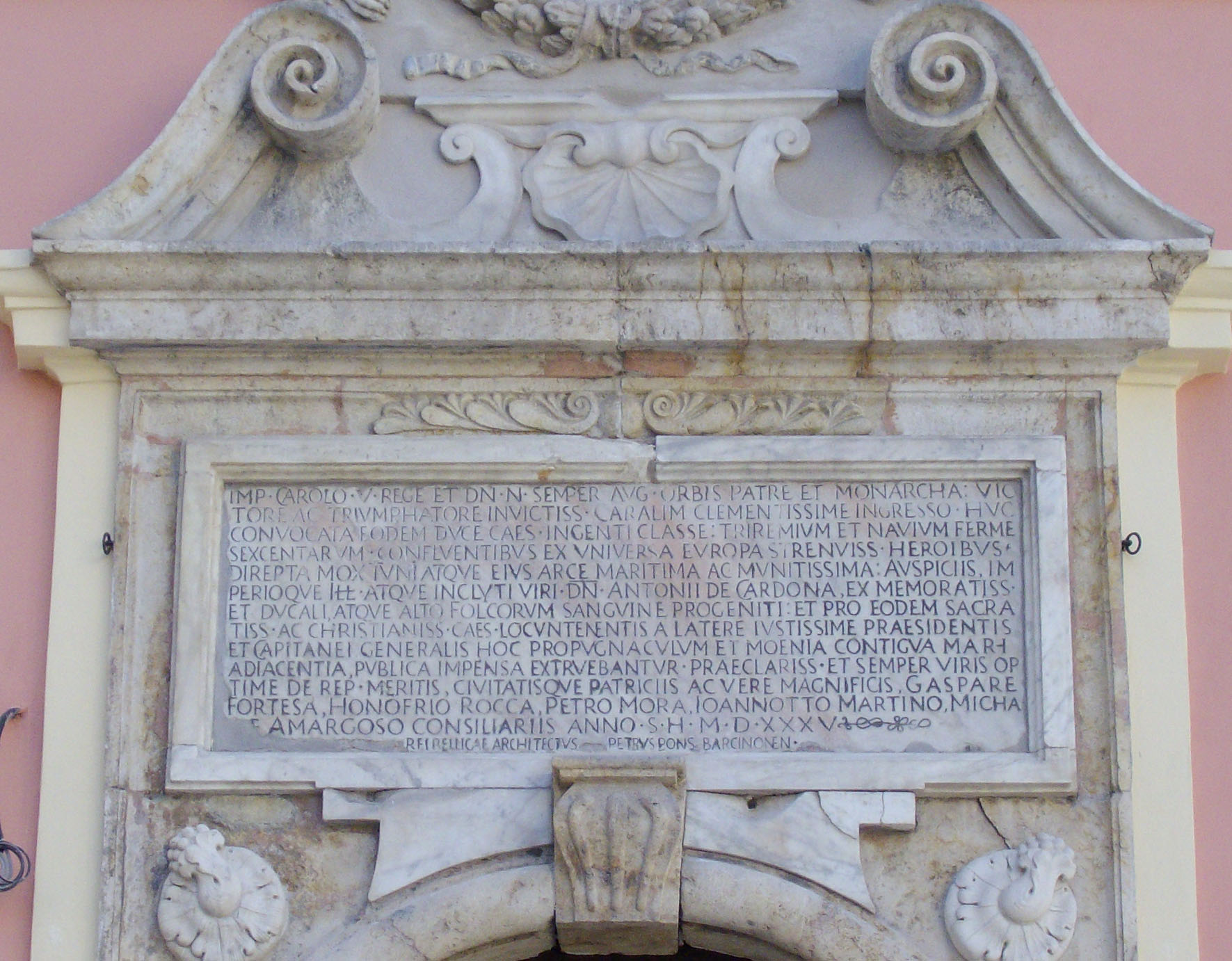
Epigrafe sopra il portale principale

L'epigrafe collocata sopra il portale principale recita in lingua latina:
()

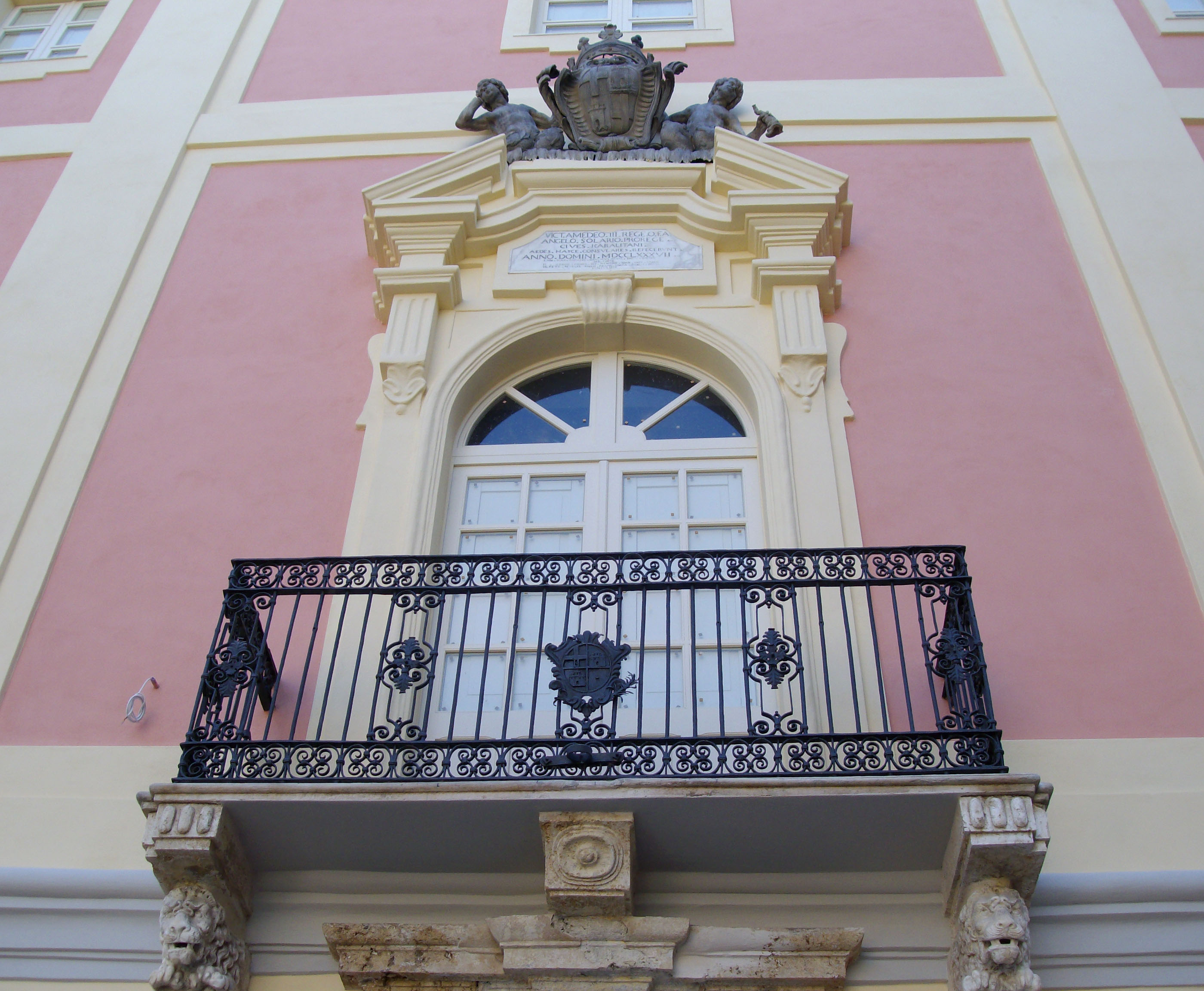
Balcone su via Canelles

L'iscrizione ricorda la visita dell'imperatore Carlo V a Cagliari, prima della sua partenza per la spedizione di Tunisi. Per l'occasione, una potente flotta si era raccolta nei pressi di capo Malfatano. Il sovrano venne accolto dal viceré Antonio de Cardona e dai consiglieri municipali. Nell'iscrizione vengono menzionati anche la costruzione dei bastioni nel quartiere Marina.
Sulla facciata in via Canelles si legge una seconda iscrizione, posta nel XVIII secolo:
()

## Interno

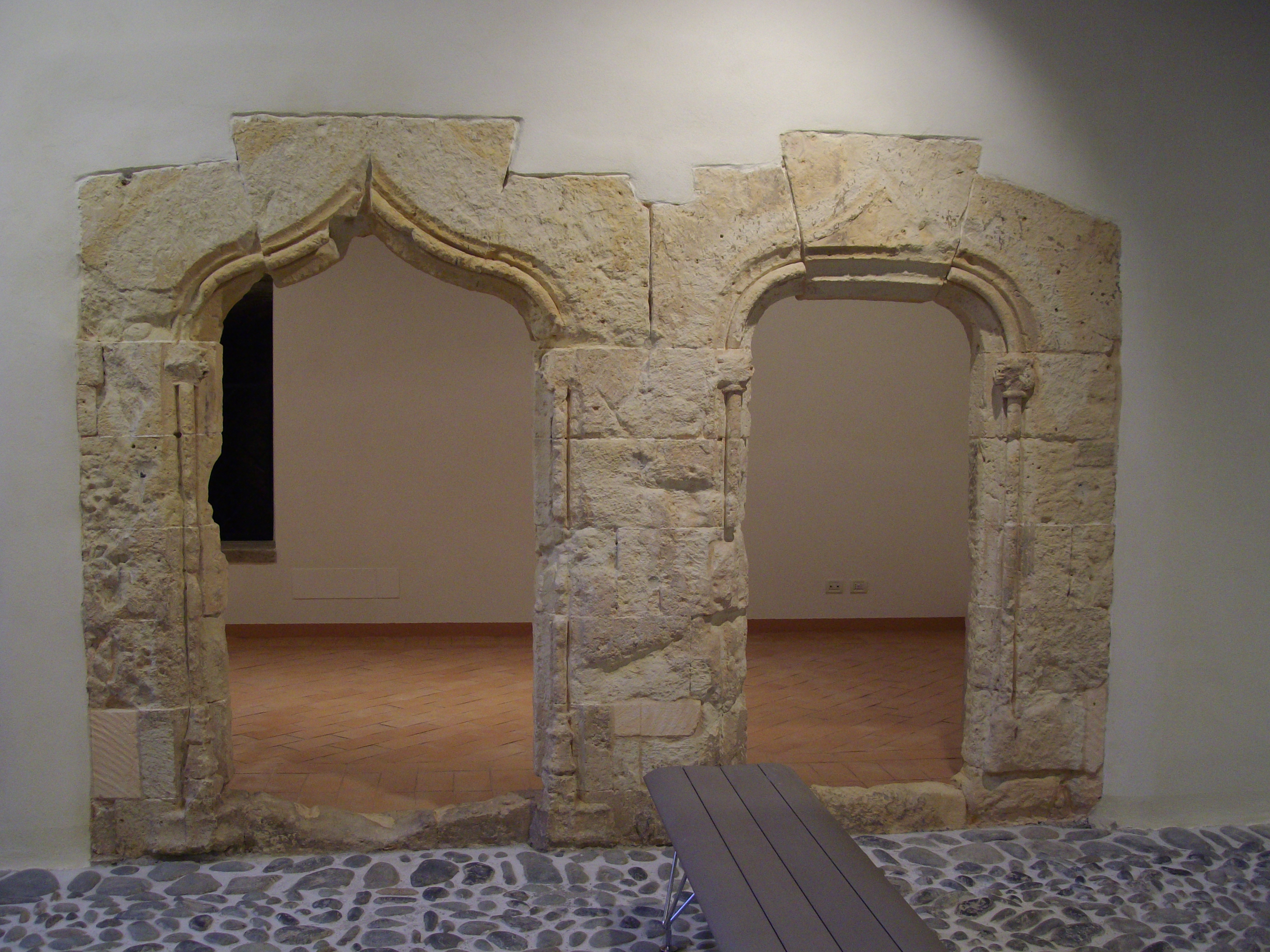
Archi tardo gotici nel sottopiano

Gli ambienti interni si sviluppano sul piano terra, due piani superiori e un sottopiano. Al piano terra si trova l'ampia sala, coperta da un pregevole soffitto ligneo a cassettoni, risalente al XVI secolo. Nel sottopiano, oltre alle antiche cisterne per la raccolta dell'acqua piovana, è possibile vedere una pavimentazione ad acciottolato, risalente al medioevo, e due aperture, con archi in stile tardo gotico.